# Jean-Marie Mérillon
Pour les articles homonymes, voir Mérillon.
Jean-Marie Mérillon, né le 12 février 1926 à Tanger au Maroc et mort le 19 février 2013 dans le 17e arrondissement de Paris, est un diplomate français, élevé à la dignité d'ambassadeur de France en 1991. Il fut en poste, en tant qu’ambassadeur de France, à sept reprises : en Jordanie, au Vietnam, en Grèce, en Algérie, auprès de l'OTAN, en Suisse et en URSS.

## Biographie

### Jeunesse et études
Jean-Marie Mérillon est né le 12 février 1926 à Tanger (Maroc), où son père, Robert Mérillon, est consul général de France. Il effectue la fin de sa scolarité, au lycée Janson-de-Sailly à Paris. Titulaire d’une licence de lettres, il est également diplômé de l’École libre des sciences politiques.
Il sera ensuite élève à l’École nationale d’administration (1949-1951), promotion Europe. 

### Parcours professionnel
Il entre au Quai d’Orsay en 1952, à l’administration centrale du ministère.
En 1957, il est nommé premier secrétaire à l’ambassade de France à Rome. De retour à Paris, il devient sous-directeur des affaires africaines (1963-68) du ministère des Affaires étrangères. Il sera ensuite nommé ambassadeur en Jordanie (1968-1973), notamment pendant Septembre noir.
En tant qu’ambassadeur de France en République du Viet Nam (d) (1973-1975), il est un témoin direct de la chute de Saïgon (avril 1975) ,
Après avoir été ambassadeur en Grèce (1975-1977), il devient directeur des affaires politiques au ministère des Affaires étrangères (1977-1979). Il sera ensuite ambassadeur, haut-représentant en Algérie (1979-1982), ambassadeur, représentant permanent de la France auprès du conseil de l’Organisation du traité de l’Atlantique nord à Bruxelles (1982-1985) puis ambassadeur de France en Suisse (1985-1989).
En tant qu’ambassadeur de France en URSS (1989-1991), il suit plusieurs événements historiques : la Perestroïka, la chute du mur de Berlin puis la réunification allemande. En 1991, il se voit conférer la dignité d'ambassadeur de France.
Après sa carrière diplomatique, il devient conseiller du président du Crédit lyonnais (1991-1995), président du Crédit lyonnais-Russie (1992-95) et président de la Banque franco-hellénique (1993).

## Famille
Il est le fils de Marguerite Dubourg et de Robert Mérillon, diplomate (1887-1987). Ce dernier fut consul général de France à Tanger (1926), secrétaire général du protectorat marocain (1931) et consul général à Milan (1936). Promu ministre plénipotentiaire le 6 août 1940, il sera en mission à la Croix-Rouge française (1940-1944).
Sa grand-mère paternelle Marguerite Eugénie Auschitsky – qui a épousé Jean Mérillon – appartient à la branche des Auschitzky de Bordeaux. Il a épousé Jacqueline Plasschaert le 11 octobre 1961. Ils ont un fils Pierre (né en 1968).

## Distinctions
- Officier de la Légion d'honneur
- Commandeur de l’ordre national du Mérite
- Médaille d’honneur des Affaires étrangères
- Grand-croix de l’ordre de l’Indépendance jordanien
- Grand-croix de l’ordre du Phénix de Grèce
- Grand-croix de l’ordre de l’Étoile jordanien
- Commandeur de l’ordre national de la Côte d’Ivoire
- Commandeur de la Couronne de Belgique